# Remy Gardner
Remy Christopher Gardner (Sídney, Australia, 24 de febrero de 1998) es un piloto de motociclismo australiano que participa actualmente en el Campeonato Mundial de Superbikes con el GTYR GRT Yamaha WorldSBK Team. Es hijo del campeón del mundo de 500cc de 1987
Wayne Gardner.
Gardner en 2021 se alzó con el título de Moto2 convirtiéndose en el segundo hijo de un campeón del mundo de 500cc en consagrarse campeón mundial tras Kenny Roberts Jr quien consiguió el título de 500cc en 2000.

## Biografía
Gardner hizo sus primeras tres apariciones en el Campeonato del Mundo de Moto3 en 2014, dos veces como reemplazo para los corredores lesionados y una vez como wild card, anotando un punto. En 2015 fue contratado como piloto de temporada completa por el equipo CIP equipado con Mahindra, logrando su mejor resultado y su única carrera en los puntos en el año en Phillip Island con un 10.º lugar.
En 2016, Gardner debía competir con el AGP Racing en Moto2 a bordo de una Suter junto a Federico Fuligni, pero el equipo se retiró del campeonato, por esa razón pasó al Campeonato Europeo FIM CEV Moto2. En esta temporada, Gardner hizo su debut en el Campeonato del Mundo de Moto2 en el Gran Premio de Cataluña a bordo de la Kalex del equipo Tasca Racing Scuderia Moto2 como el sustituto de Alessandro Tonucci, anotando su primer punto en la categoría.
Gardner se mantuvo en el ONEXOX TKKR SAG Team para la temporada 2020. Esta temporada dio un salto de calidad: en el Gran Premio de Austria consiguió la pole position, aunque no pudo tomar ventaja de ella debido a que se cayó en carrera; a la siguiente semana en el Gran Premio de Estiria, celebrado en el mismo circuito, Gardner logró su primer podio de la temporada al terminar tercero detrás de Jorge Martín y Marco Bezzecchi. En San Marino, Gardner iba a largar desde la pole position tras la sanción al poleman original, Sam Lowes pero no pudo disputar el gran premio al lesionarse el pie y la mano izquierdas en el warm-up; además de perderse esta carrera se perdió la siguiente: el Gran Premio Emilia-Romaña. Logró su segundo podio de la temporada en el Gran Premio de Francia en donde terminó segundo detrás de Lowes, su tercer podio de la temporada llegó en el Gran Premio de Europa en donde terminó nuevamente tercero detrás de Martín y Bezzecchi.
En 2021, Garner pasó al Red Bull KTM Ajo, uno de los equipos más fuertes de la categoría.
El 2 de junio de 2021, KTM hizo oficial el ascenso de Gardner a MotoGP a partir de la temporada 2022, pilotara una de las KTM RC16 del Tech3 KTM Factory Racing.

## Resultados

### CEV Moto3

#### Carreras por año
| Temp. | 1       | 2      | 3       | 4       | 5      | 6      | 7      | 8       | 9      | 10    | 11     | Pos. | Pts. |
| ----- | ------- | ------ | ------- | ------- | ------ | ------ | ------ | ------- | ------ | ----- | ------ | ---- | ---- |
| 2012  | JER Ret | NAV 15 | ARA     | CAT Ret | ALB 13 | ALB 14 | VAL 19 |         |        |       |        | 26.º | 6    |
| 2013  | CAT Ret | CAT 20 | ARA Ret | ALB     | ALB 5  | NAV 7  | VAL 11 | VAL Ret | JER 24 |       |        | 16.º | 25   |
| 2014  | JER 12  | JER 11 | LMS 14  | ARA 17  | CAT 10 | CAT 14 | ALB 3  | NAV DNS | ALG 4  | VAL 7 | VAL 11 | 9.º  | 62   |

### Campeonato Europeo FIM CEV Moto2

#### Carreras por año
| Temp. | 1       | 2      | 3       | 4     | 5       | 6     | 7   | 8   | 9   | 10  | 11  | Pos. | Pts. |
| ----- | ------- | ------ | ------- | ----- | ------- | ----- | --- | --- | --- | --- | --- | ---- | ---- |
| 2016  | VAL Ret | VAL 13 | ARA Ret | ARA 5 | CAT Ret | CAT 1 | ALB | ALG | ALG | JER | VAL | 16.º | 39   |

### Campeonato del Mundo de Motociclismo
Sistema de puntuación de 1993 hasta 2022:
| Posición | 1.º | 2.º | 3.º | 4.º | 5.º | 6.º | 7.º | 8.º | 9.º | 10.º | 11.º | 12.º | 13.º | 14.º | 15.º |
| Puntos   | 25  | 20  | 16  | 13  | 11  | 10  | 9   | 8   | 7   | 6    | 5    | 4    | 3    | 2    | 1    |

#### Por categoría
| Cat.   | Temporadas      | 1.er Gran Premio | 1.er Podio      | 1.ª Victoria    | Carreras | Victorias | Podios | Poles | V.Ráp. | Pts. | CM |
| ------ | --------------- | ---------------- | --------------- | --------------- | -------- | --------- | ------ | ----- | ------ | ---- | -- |
| Moto3  | 2014-2015       | San Marino 2014  |                 |                 | 21       | 0         | 0      | 0     | 0      | 7    | 0  |
| Moto2  | 2016–2021       | Cataluña 2016    | Argentina 2019  | Portugal 2020   | 93       | 6         | 17     | 6     | 5      | 594  | 1  |
| MotoGP | 2022, 2024      | Catar 2022       |                 |                 | 23       | 0         | 0      | 0     | 0      | 13   | 0  |
| Total  | 2014–2022, 2024 | 2014–2022, 2024  | 2014–2022, 2024 | 2014–2022, 2024 | 137      | 6         | 17     | 6     | 5      | 614  | 1  |

#### Por temporada
| Temp. | Cat.   | Moto      | Equipo                            | Carreras | Victorias | Podios | Poles | V.Ráp. | Pts. | Pos. |
| ----- | ------ | --------- | --------------------------------- | -------- | --------- | ------ | ----- | ------ | ---- | ---- |
| 2014  | Moto3  | Kalex KTM | Kiefer Racing                     | 3        | 0         | 0      | 0     | 0      | 1    | 32.º |
| 2014  | Moto3  | KTM       | Team Laglisse Calvo Calvo Team    | 3        | 0         | 0      | 0     | 0      | 1    | 32.º |
| 2015  | Moto3  | Mahindra  | CIP                               | 18       | 0         | 0      | 0     | 0      | 6    | 30.º |
| 2016  | Moto2  | Kalex     | Tasca Racing Scuderia Moto2       | 12       | 0         | 0      | 0     | 0      | 8    | 26.º |
| 2017  | Moto2  | Tech 3    | Tech 3 Racing                     | 17       | 0         | 0      | 0     | 0      | 23   | 21.º |
| 2018  | Moto2  | Tech 3    | Tech 3 Racing                     | 15       | 0         | 0      | 0     | 0      | 40   | 19.º |
| 2019  | Moto2  | Kalex     | ONEXOX TKKR SAG Team              | 18       | 0         | 1      | 1     | 1      | 77   | 15.º |
| 2020  | Moto2  | Kalex     | ONEXOX TKKR SAG Team              | 13       | 1         | 4      | 2     | 1      | 135  | 6.º  |
| 2021  | Moto2  | Kalex     | Red Bull KTM Ajo                  | 18       | 5         | 12     | 3     | 3      | 311  | 1.º  |
| 2022  | MotoGP | KTM       | Tech 3 KTM Factory Racing         | 20       | 0         | 0      | 0     | 0      | 13   | 23.º |
| 2024  | MotoGP | Yamaha    | Monster Energy Yamaha MotoGP Team | 3        | 0         | 0      | 0     | 0      | 0    | 26.º |
| 2024  | MotoGP | Yamaha    | Yamaha Factory Racing Team        | 3        | 0         | 0      | 0     | 0      | 0    | 26.º |
| Total | Total  | Total     | Total                             | 137      | 6         | 17     | 6     | 5      | 614  |      |

- *Temporada en curso.

#### Carreras por año
| Año  | Cat.   | Moto     | 1       | 2       | 3      | 4       | 5       | 6      | 7       | 8       | 9        | 10      | 11      | 12     | 13      | 14     | 15      | 16       | 17      | 18      | 19     | 20     | Pos. | Pts. |
| ---- | ------ | -------- | ------- | ------- | ------ | ------- | ------- | ------ | ------- | ------- | -------- | ------- | ------- | ------ | ------- | ------ | ------- | -------- | ------- | ------- | ------ | ------ | ---- | ---- |
| 2014 | Moto3  | KTM      | QAT     | AME     | ARG    | SPA     | FRA     | ITA    | CAT     | NED     | GER      | IND     | CZE     | GBR    | RSM 27  | ARA    | JPN     | AUS 26   | MAL 15  | VAL     |        |        | 32°  | 1    |
| 2015 | Moto3  | Mahindra | QAT Ret | AME 18  | ARG 19 | SPA 25  | FRA Ret | ITA 23 | CAT 25  | NED 26  | GER 23   | IND 17  | CZE 17  | GBR 17 | RSM Ret | ARA 19 | JPN Ret | AUS 10   | MAL 22  | VAL Ret |        |        | 30.º | 6    |
| 2016 | Moto2  | Kalex    | QAT     | ARG     | AME    | SPA     | FRA     | ITA    | CAT 15  | NED 20  | GER 12   | AUT 19  | CZE 21  | GBR 20 | RSM 19  | ARA 19 | JPN 19  | AUS Ret  | MAL 13  | VAL 18  |        |        | 26.º | 8    |
| 2017 | Moto2  | Tech 3   | QAT Ret | ARG Ret | AME    | SPA 22  | FRA 20  | ITA 14 | CAT 19  | NED 16  | GER 12   | CZE 9   | AUT 15  | GBR 20 | RSM 13  | ARA 20 | JPN 12  | AUS 15   | MAL Ret | VAL 22  |        |        | 21.º | 23   |
| 2018 | Moto2  | Tech 3   | QAT 12  | ARG 6   | AME 17 | SPA     | FRA     | ITA    | CAT 15  | NED 18  | GER 11   | CZE Ret | AUT Ret | GBR C  | RSM 12  | ARA 19 | THA 12  | JPN 15   | AUS Ret | MAL Ret | VAL 5  |        | 19.º | 40   |
| 2019 | Moto2  | Kalex    | QAT 4   | ARG 2   | AME 11 | SPA DNS | FRA Ret | ITA 13 | CAT Ret | NED Ret | GER 13   | CZE 16  | AUT Ret | GBR 4  | RSM Ret | ARA 13 | THA 12  | JPN Ret  | AUS 6   | MAL 14  | VAL 15 |        | 15.º | 77   |
| 2020 | Moto2  | Kalex    | QAT 5   | SPA 7   | AND 14 | CZE 13  | AUT Ret | EST 3  | RSM DNS | ERM     | CAT 16   | FRA 2   | ARA 5   | TER 4  | EUR 3   | VAL 7  | POR 1   |          |         |         |        |        | 6.º  | 135  |
| 2021 | Moto2  | Kalex    | QAT 2   | DOH 2   | POR 3  | SPA 4   | FRA 2   | ITA 1  | CAT 1   | GER 1   | NED 2    | EST 4   | AUT 7   | GBR 1  | ARA 2   | RSM 2  | AME Ret | ERM 7    | ALG 1   | VAL 10  |        |        | 1.º  | 311  |
| 2022 | MotoGP | KTM      | QAT 15  | INA 21  | ARG 17 | AME 20  | POR 14  | SPA 20 | FRA Ret | ITA 19  | CAT 11   | GER 15  | NED 19  | GBR 18 | AUT 20  | RSM 19 | ARA 16  | JPN 19   | THA Ret | AUS 15  | MAL 18 | VAL 13 | 23.º | 13   |
| 2024 | MotoGP | Yamaha   | QAT     | POR     | AME    | SPA     | FRA     | CAT    | ITA     | NED     | GER 1920 | GBR 18  | AUT     | ARA    | RSM     | ERM    | INA     | JPN 1718 | AUS     | THA     | MAL    | SLD    | 26.º | 0    |

| Color     | Resultado                                                               |
| --------- | ----------------------------------------------------------------------- |
| Oro       | Ganador                                                                 |
| Plata     | 2.ª plaza                                                               |
| Bronce    | 3.ª plaza                                                               |
| Verde     | Finalizó en los puntos                                                  |
| Azul      | Finalizó sin puntos                                                     |
| Azul      | NC - No clasificado                                                     |
| Violeta   | Ret - No terminó (Carrera)                                              |
| Rojo      | DNQ - No se clasificó                                                   |
| Negro     | DSQ - Descalificado                                                     |
| Blanco    | DNS - No empezó (carrera)                                               |
| Blanco    | WD - Retirado (fin de semana)                                           |
| Blanco    | C - Carrera cancelada                                                   |
| Sin color | DNP - Inscrito pero no participó                                        |
| Sin color | INJ - Lesionado                                                         |
| Sin color | EX - Excluido                                                           |
| Estado    | Resultado                                                               |
| Negrita   | Pole position                                                           |
| Cursiva   | Vuelta rápida                                                           |
| x         | Posición en carrera sprint                                              |
| †         | Abandona, pero clasifica al completar el porcentaje requerido para ello |

### Campeonato Mundial de Superbikes

#### Por temporada
| Temp. | Moto          | Equipo                        | Carreras | Victorias | Podios | Poles | V.Ráp. | Pts. | Pos.  |
| ----- | ------------- | ----------------------------- | -------- | --------- | ------ | ----- | ------ | ---- | ----- |
| 2023  | Yamaha YZF-R1 | GTYR GRT Yamaha WorldSBK Team | 35       | 0         | 0      | 0     | 0      | 156  | 9.º   |
| 2024  | Yamaha YZF-R1 | GTYR GRT Yamaha WorldSBK Team | 31       | 0         | 1      | 0     | 1      | 140  | 10.º  |
| 2025  | Yamaha YZF-R1 | GTYR GRT Yamaha WorldSBK Team | 9        | 0         | 1      | 0     | 0      | 33*  | 15.º* |
| Total |               |                               | 75       | 0         | 2      | 0     | 1      | 329  |       |

- * Temporada en curso.

#### Carreras por año
(Carreras en negrita indica pole position, carreras en cursiva indica vuelta rápida)
| Año  | Moto   | 1       | 1       | 1       | 2       | 2      | 2       | 3     | 3      | 3     | 4      | 4       | 4      | 5      | 5       | 5      | 6      | 6      | 6      | 7      | 7      | 7      | 8       | 8     | 8     | 9      | 9       | 9       | 10     | 10     | 10     | 11      | 11      | 11      | 12      | 12    | 12    | Pos.  | Pts. |
| Año  | Moto   | R1      | CS      | R2      | R1      | CS     | R2      | R1    | CS     | R2    | R1     | CS      | R2     | R1     | CS      | R2     | R1     | CS     | R2     | R1     | CS     | R2     | R1      | CS    | R2    | R1     | CS      | R2      | R1     | CS     | R2     | R1      | CS      | R2      | R1      | CS    | R2    | Pos.  | Pts. |
| ---- | ------ | ------- | ------- | ------- | ------- | ------ | ------- | ----- | ------ | ----- | ------ | ------- | ------ | ------ | ------- | ------ | ------ | ------ | ------ | ------ | ------ | ------ | ------- | ----- | ----- | ------ | ------- | ------- | ------ | ------ | ------ | ------- | ------- | ------- | ------- | ----- | ----- | ----- | ---- |
| 2023 | Yamaha | AUS 12  | AUS Ret | AUS 10  | INA DNS | INA 14 | INA 7   | NED 8 | NED 12 | NED 6 | BAR 10 | BAR Ret | BAR 13 | ITA 9  | ITA Ret | ITA 10 | GBR 10 | GBR 15 | GBR 12 | ITA 11 | ITA 11 | ITA 11 | CZE 11  | CZE 6 | CZE 6 | FRA 15 | FRA 11  | FRA 8   | ARA 7  | ARA 10 | ARA 9  | POR 6   | POR 4   | POR Ret | SPA Ret | SPA 6 | SPA 4 | 9.º   | 156  |
| 2024 | Yamaha | AUS Ret | AUS 6   | AUS 12  | BAR 15  | BAR 9  | BAR 7   | NED 4 | NED 4  | NED 3 | MIS 6  | MIS Ret | MIS 8  | GBR 10 | GBR 13  | GBR 11 | CZE 5  | CZE 5  | CZE 4  | POR 10 | POR 15 | POR 12 | FRA Ret | FRA 9 | FRA 6 | ITA 10 | ITA Ret | ITA Ret | ARA 16 | ARA 13 | ARA 15 | EST Ret | EST DNS | EST DNS | SPA     | SPA   | SPA   | 10.º  | 140  |
| 2025 | Yamaha | AUS Ret | AUS 10  | AUS Ret | POR 10  | POR 10 | POR Ret | NED 8 | NED 7  | NED 3 | ITA    | ITA     | ITA    | CZE    | CZE     | CZE    | MIS    | MIS    | MIS    | GBR    | GBR    | GBR    | HUN     | HUN   | HUN   | FRA    | FRA     | FRA     | ARA    | ARA    | ARA    | EST     | EST     | EST     | SPA     | SPA   | SPA   | 15.º* | 33*  |

- * Temporada en curso.